# Desmopachria subtilis
Desmopachria subtilis är en skalbaggsart som beskrevs av Sharp 1882. Desmopachria subtilis ingår i släktet Desmopachria och familjen dykare. Inga underarter finns listade i Catalogue of Life.